# Graffiti în România

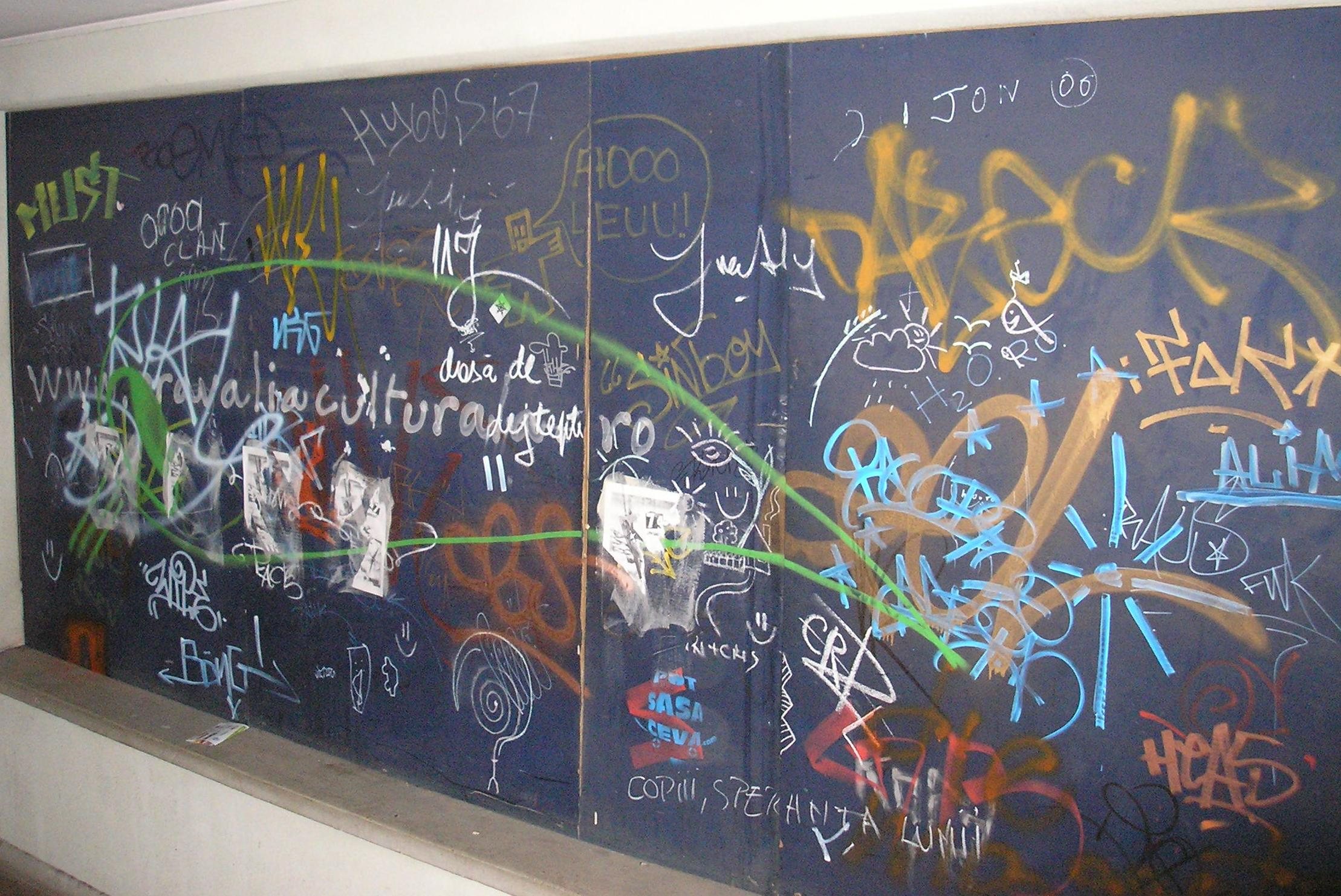
Graffiti în București

În România, graffiti, în sensul modern, occidental, a apărut după 1990, în timpul tranziției țării spre democrație. În primii ani, graffer-ii români au încercat să își imite omologii occidentali, odată cu pătrunderea subculturii hip-hop în rândul tinerilor. Inițial restrâns la marile orașe ca București, Cluj sau Timișoara, fenomenul s-a răspândit în toate centrele urbane. Adaptarea s-a accelerat până în anul 2007, odată cu aderarea României la Uniunea Europeană. În ultimii ani, fenomenul graffiti din România a depășit stadiul de imitație și a dobândt trăsături distincte.

## Politică
Graffiti-uri politice de factură modernă au apărut din perioada Revoluției Române și a tuburărilor sociale din anii `90. Primul graffito al României democratice a fost „Jos Cismarul!”, făcând referire la dictatorul Nicolae Ceaușescu, sprayat în timpul Revoluției din Decembrie. Forme diferite de protest prin graffiti au apărut și în următorii ani, cu precădere în timpul fenomenului ”Piața Universității”, încheiat prin intervenția brutală a minerilor în timpul Mineriadei din 1990. Cel mai cunoscut este tag-ul ”Golan”, trimițând la eticheta aplicată de președintele Ion Iliescu tinerilor care protestau împotriva administrației lui.
După anul 2000, societatea română s-a adaptat considerabil lumii occidentale, iar graffiti-urile politice au început să țină cont de emergența societății civile. 
La începutul anilor 2000, cele mai răspândite stencil-uri îl înfățișau pe Nicolae Ceaușescu, cu inscripția ”vin imediat” (aluzie la nosalgia după comunism resimțită în societate) sau pe domnitorul Vlad Țepeș, cu inscripția ”Vlad Țepeș Președinte” (trimițând la tensiunile și frustrările provocate de corupția guvernamentală).

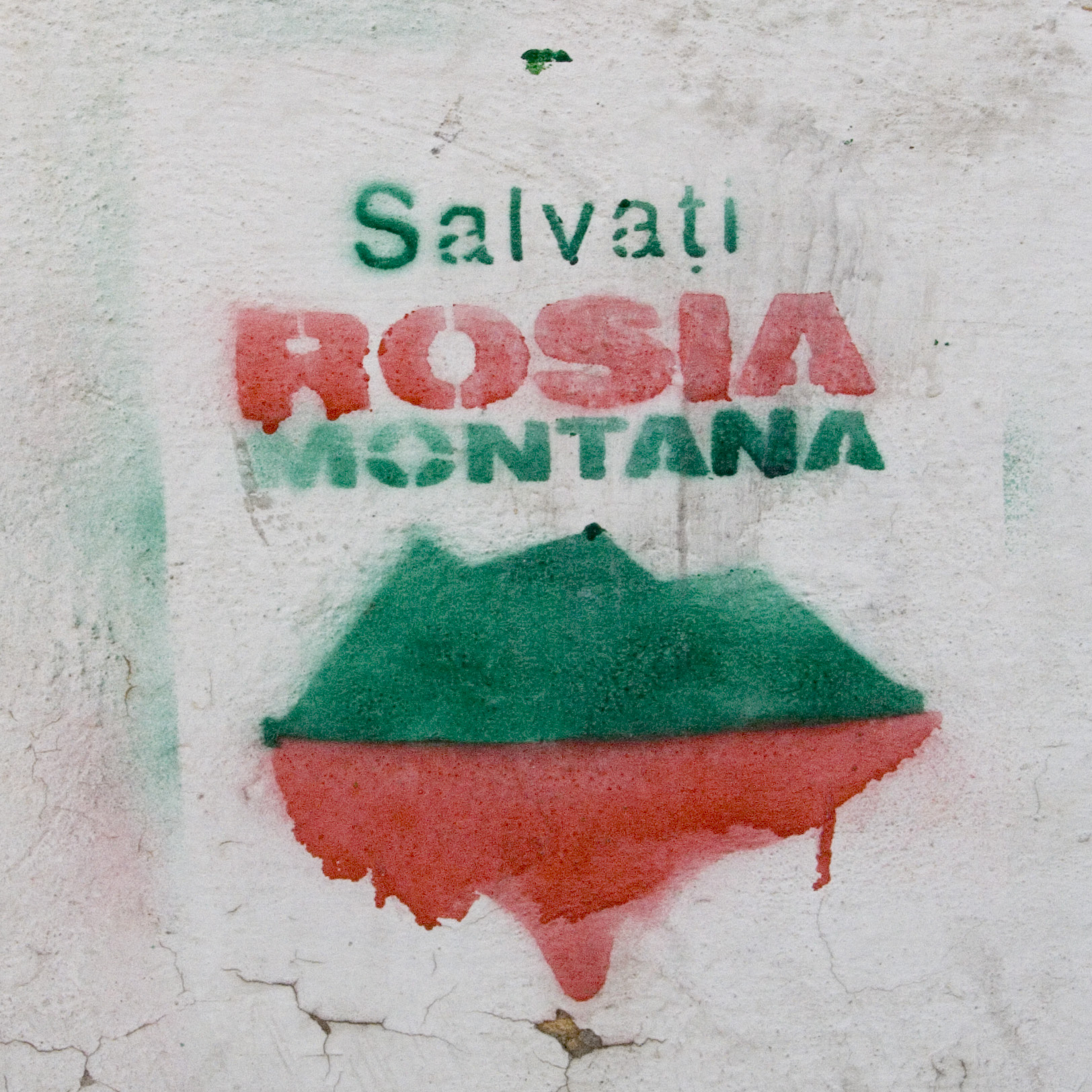
Graffiti cu „Salvați Roșia Montană”

În ultimii ani, mișcări sociale de protest au creat propria lor cultură graffiti. cele mai cunoscute sunt ”Basarabia Pământ Românesc”, creat în urma revirimentului naționalismului în rândul tinerilor, sub forma unei campanii unioniste (În sensul unirii Republicii Moldova cu România).
O altă campanie amplă de graffiti a apărut în urma mișcării ecologiste ”Salvați Roșia Montană”, în anii 2011-2013. Simbolul mișcării sau inscripția cu mesajul ei au apărut în toate orașele României. Campania ecologistă a reprezentat și prima instanță de succes al unei mișcări civice împotriva unei măsuri guvernamentle, iar în urma acestul fapt a luat amploare și fenomenul graffitiului politic.
În ultimii ani, artiștii stradali au încercat să depășească condiționările impuse de tehnica graffiti. Încercări notabile au fost făcute de MindFK, artist clujean care concepe statuete cu mesaj de critică socială, pe care le amplasează în spațiul public. În timpul celor trei zile de doliu național decretate în urma incendiului Colectiv, o asemenea statuetă a fost amplasată, într-o poziție contemplativă, în altarul improvizat în fața locului tragediei.

## Artiști
Unii grafferi au făcut pasul de a-și expune munca în cadre consacrate, muzeale. Dintre acești, Obie Platon a creat lucrări de pictură în proiectul Humanutopia expus în Palatul Parlamentului în 2015.
Efortul de consacrare al grafferilor are și o mișcare inversă, a artiștilor profesioniști care tind să intervină neautorizat în spațiul public.
În 2011-2013, pictorul sibian Dan Raul Pintea a conceput graffito-ul ”Dragoste”, sprayat pe sute de clădiri din orașe românești și europene. Dragoste a devenit un fenomen viral pe mediile sociale și un brand al artistului. Dan Raul Pintea nu a suferit consecințe legale pentru faptele sale, deși și-a asumat public proiectul de la bun început. 
În 2012, la Oradea a avut loc farsa Muian, creată de artistul Gabriel Miloia. Miloia și-a sprayat autoportretul pe 70 de clădiri monument din oraș, iar apoi a convocat o conferință de presă în care și-a recunoscut fapta. Situația a generat scandal și a creat tensiuni politice, fiindcă portretul semăna cu chipul premierului Victor Ponta, care tocmai participa la campania electorală pentru alegerile parlamentare din 2012. Stencil-ul a fost modificat pe parcursul campaniei de activiști politici, adăugându-i-se coarne sau aureole. Miloia a creat peste 250 de stencil-uri și a plătit o amendă de 100 de lei.

## Galerie

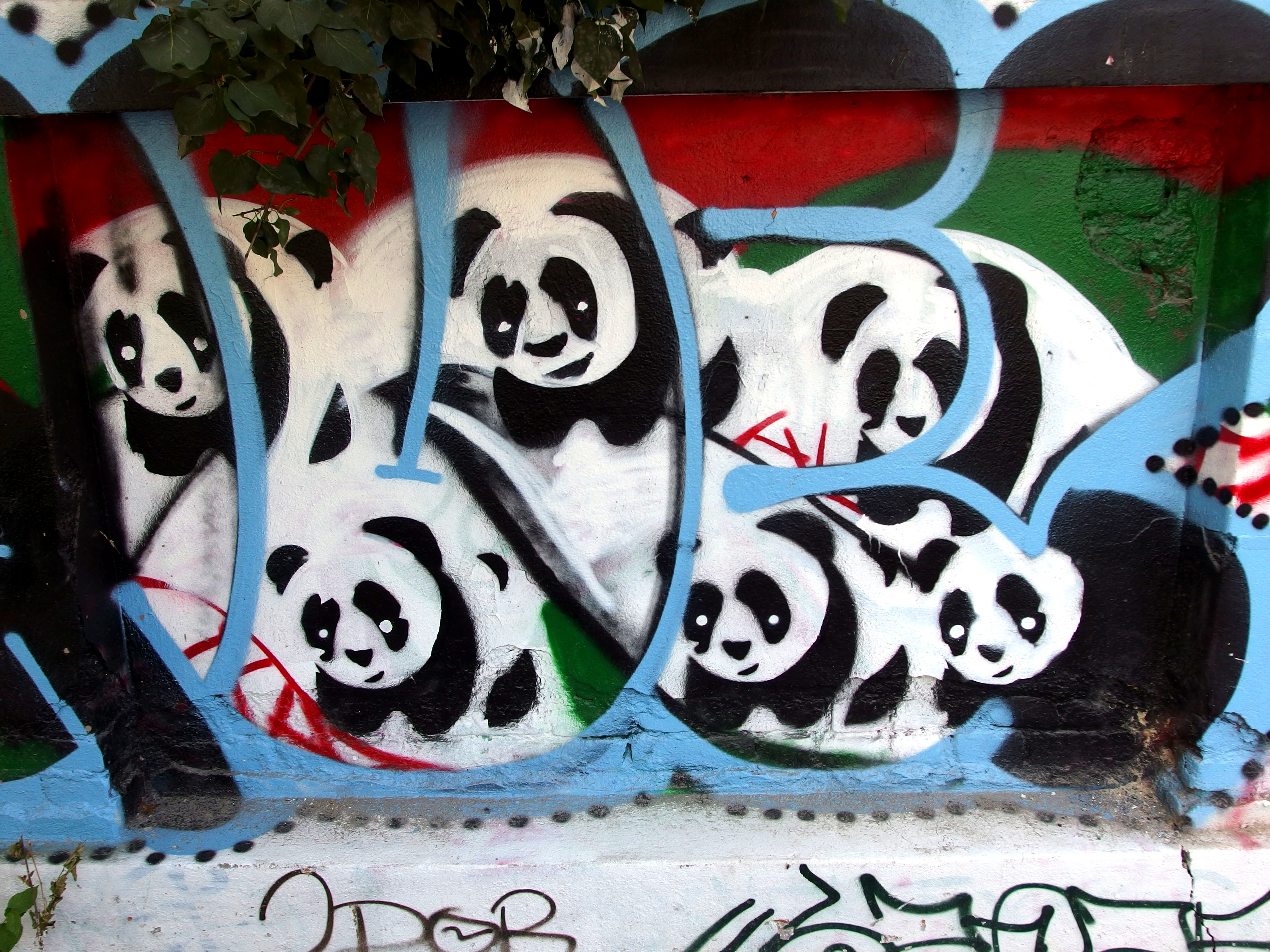
Graffiti în București.
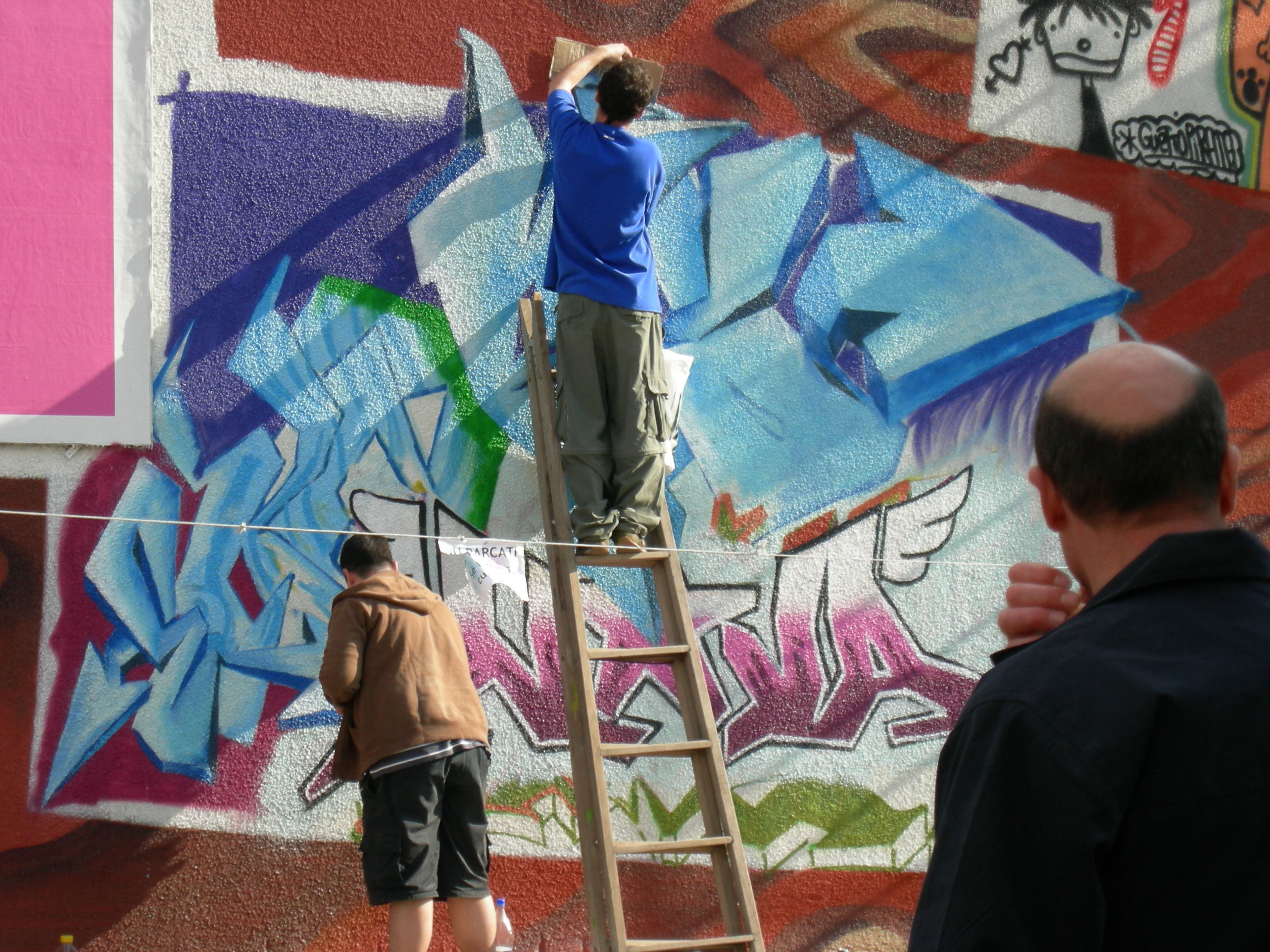
Graffiti în București.
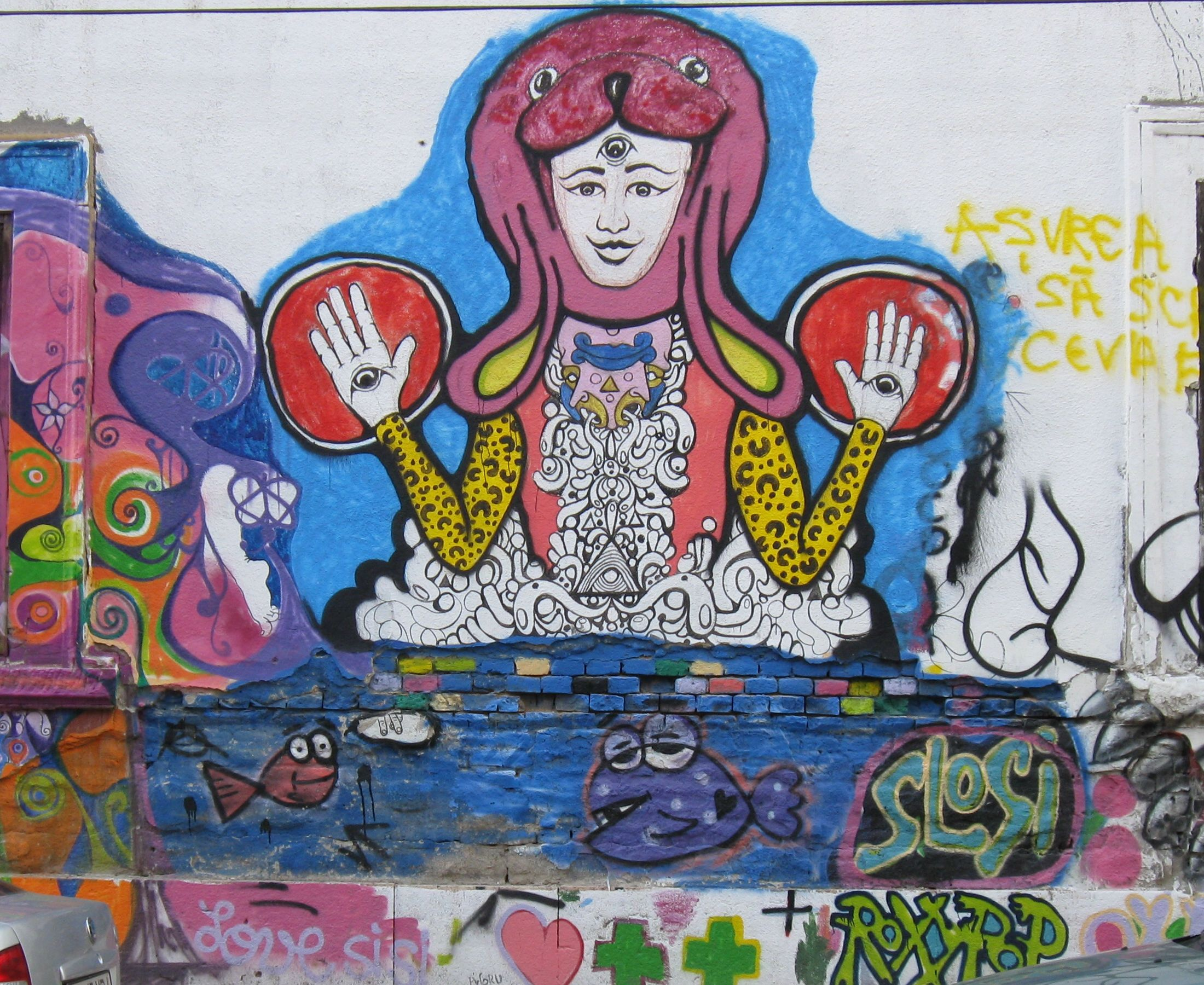
Graffiti în Timișoara.
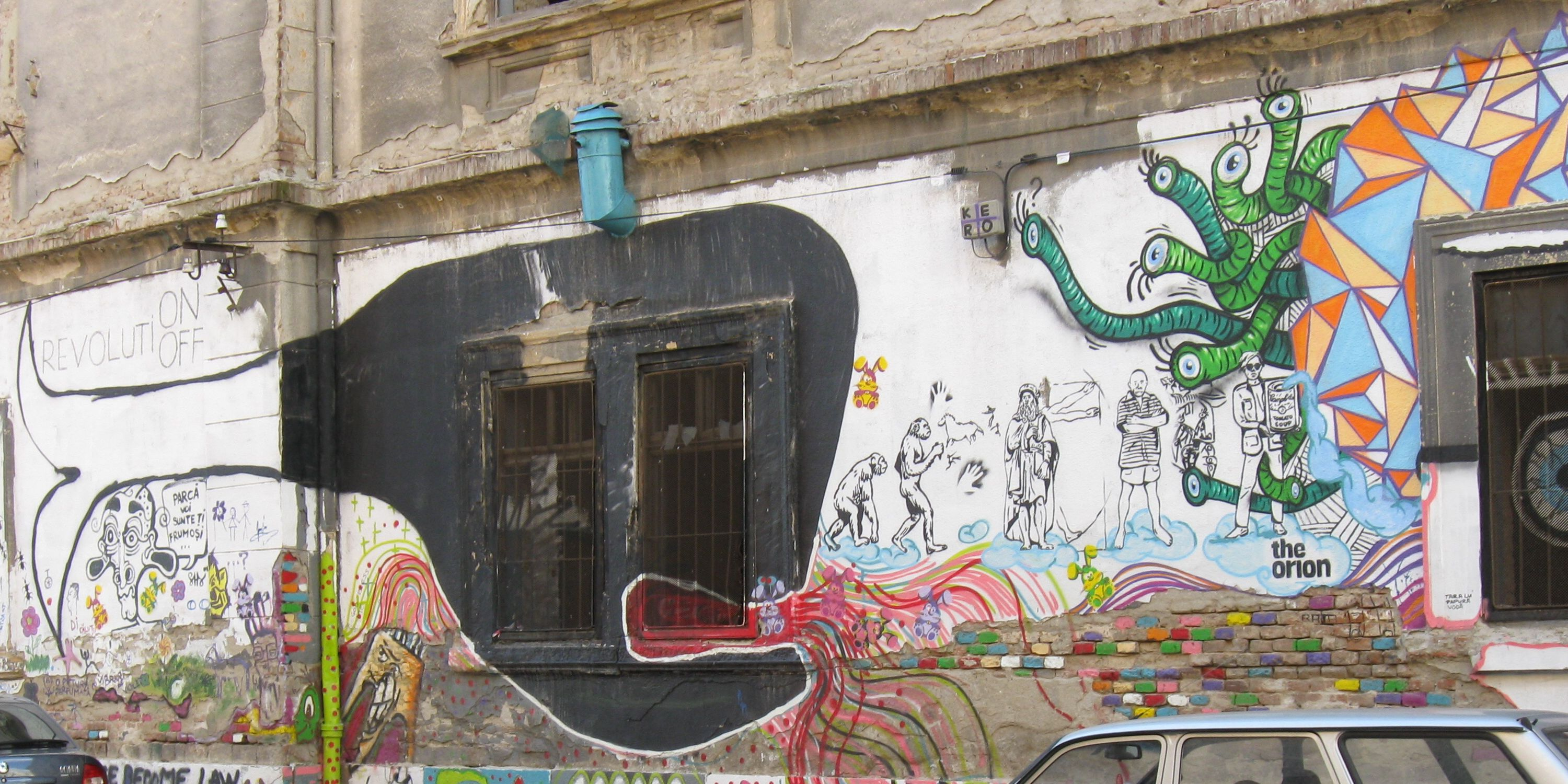
Graffiti în Timișoara.